# 橘川武郎
橘川 武郎（きっかわ たけお、1951年8月24日 - ）は、日本の経営学者。専門は、日本経営史・エネルギー産業論。国際大学学長。東京大学名誉教授、一橋大学名誉教授。2013年1月から2016年12月まで経営史学会の10代目会長を務めた。和歌山県出身。
日本におけるエネルギー産業（電気、石油、ガス等）の研究の他、企業金融やプロ野球に関する研究なども行っている。また、東京大学社会科学研究所時代から参画する希望学プロジェクトに関連し、釜石市、福井県を例に取った、地方・地域経済活性化についての研究も行っている。

## 経歴
- 1970年 - 東京教育大附属駒場高校卒業。東京大学入学。同大学教養学部自治会委員長を務める。
- 1975年 - 東京大学経済学部[1]経済学科卒業
- 1977年 - 同経営学科卒業
- 1983年 - 東京大学大学院経済学研究科博士課程単位取得退学[1]。青山学院大学経営学部専任講師[1]。
- 1987年 - 青山学院大学経営学部助教授[1]
- 1987年～1988年 - ハーヴァード大学ビジネススクール客員研究員[1]
- 1993年10月 - 東京大学社会科学研究所助教授
- 1996年 - 2007年 東京大学社会科学研究所教授。博士（経済学）（東京大学）（論文タイトルは『日本電力業の発展と松永安左ヱ門』）[1][2]。
- 2007年 - 一橋大学大学院商学研究科教授[1]
- 2013年～2016年 - 経営史学会会長
- 2015年 - 東京理科大学大学院イノベーション研究科教授[1]
- 2020年 - 国際大学学長。[1]

その他、スイスザンクトガレン大学客員教授、韓国延世大学校客員教授、ドイツベルリン自由大学客員教授、経済産業省・資源エネルギー庁関係の審議会の委員等を歴任。

## 著作

### 単著
- 『日本電力業の発展と松永安左ヱ門』（名古屋大学出版会、1995年。ISBN 4-8158-0252-1）
  - 『日本電力業の発展と松永安左ヱ門 RA版』（名古屋大学出版会、2022年。ISBN 978-4-8158-1077-1）
- 『日本の企業集団 -財閥との連続と断絶』（有斐閣、1996年。ISBN 4-641-06798-8）
- 『日本電力業発展のダイナミズム』（名古屋大学出版会、2004年。ISBN 4-8158-0482-6）
2005年・第25回エネルギーフォーラム賞大賞
- 『松永安左エ門 生きているうち鬼といわれても』（ミネルヴァ書房・日本評伝選、2004年。ISBN 4-623-04034-8）
2007年度・第1回企業家研究フォーラム賞（著作の部）
- 『資源小国のエネルギー産業』（芙蓉書房出版、2009年。ISBN 978-4-8295-0440-6）
- 『原子力発電をどうするか 日本のエネルギー政策の再生に向けて』（名古屋大学出版会、2011年。ISBN 978-4-8158-0679-8）
- 『東京電力 失敗の本質 「解体と再生」のシナリオ』（東洋経済新報社、2011年。ISBN 978-4-492-76200-4）
- 『通商産業政策史〈10〉資源エネルギー政策 1980‐2000』編著（経済産業調査会、2011年。ISBN 978-4-8065-2875-3）
- 『電力改革 -エネルギー政策の歴史的大転換』（講談社、2012年。ISBN 978-4-06-288145-6）
- 『歴史学者 経営の難問を解く -原子力・電力改革から地球温暖化対策まで』（日本経済新聞出版社、2012年。ISBN 978-4-532-31777-5）
- 『日本石油産業の競争力構築』（名古屋大学出版会、2012年。ISBN 978-4-8158-0695-8）
- 『出光佐三 黄金の奴隷たるなかれ』（ミネルヴァ書房・日本評伝選、2012年。ISBN 978-4-623-06369-7）
- 『戦前日本の石油攻防戦 1934年石油業法と外国石油会社』（ミネルヴァ書房、2012年。ISBN 978-4-623-06229-4）
- 『「希望学」日本再生への道』（化学工業日報社、2013年。ISBN 978-4-87326-622-0）
- 『日本のエネルギー問題』（NTT出版、2013年。ISBN 978-4-7571-2316-8）2014年 第34回エネルギーフォーラム賞優秀賞
- 『エネルギー産業』（日本経営史研究所、2015年。ISBN 978-4-931192-19-5）
- 『石油産業の真実』（石油通信社、2015年。ISBN 978-4-907493-04-2）
- 『火力発電と化石燃料の未来形』（エネルギーフォーラム、2015年。ISBN 978-4-88555-458-2）
- 『応用経営史 - 福島第一原発事故後の電力改革・原子力改革への適用』（文眞堂、2016年。ISBN 978-4-8309-4891-6）
- 『財閥と企業グループ』（日本経営史研究所、2016年。ISBN 978-4-931192-20-1）
- 『土光敏夫 ビジョンとバイタリティをあわせ持つ改革者』（ミネルヴァ書房、2017年。ISBN 978-4-569-83423-8）
- 『ゼロからわかる日本経営史』（日本経済新聞出版社、2018年。ISBN 978-4-532-11400-8）
- 『イノベーションの歴史』（有斐閣、2019年。ISBN 978-4-641-16552-6）
- 『エネルギー・シフト』（白桃書房、2020年。ISBN 978-4-561-71223-7）
- 『災後日本の電力業』（名古屋大学出版会、2021年。ISBN 978-4-8158-1015-3）
- 『フクシマ後10年』（文眞堂、2021年。ISBN 978-4-8309-5100-8）
- 『化学業界のしくみとビジネスがこれ1冊でしっかりわかる教科書』（技術評論社、2022年。ISBN 978-4-297-12592-9）
- 『エネルギー・トランジション』（白桃書房、2024年。ISBN 978-4-561-71233-6）

### 共著・共編著
- 『日本経営史4 「日本的」経営の連続と断絶』山崎広明共編（岩波書店、1995年。ISBN 4-00-003894-X）
- 『産業集積の本質 -柔軟な分業・集積の条件』伊丹敬之、松島茂共編（有斐閣、1998年。ISBN 4-641-16031-7）
- 『日本の企業間競争』宇田川勝、新宅純二郎共編（有斐閣、2000年。ISBN 4-641-16102-X）
- 『エレメンタル経営史』湯沢威、谷口明丈、福應健共著（英創社、2000年。ISBN 4-900720-13-5）
- Policies for competitiveness : comparing business-government relationships in the 'golden age of capitalism' /Hideaki Miyajima,Takashi Hikino共編（Oxford University Press, 2004 ISBN 0198293232）
- 『企業体制 現代日本企業 上下』工藤章、グレン・D.フック共編（有斐閣、2005年。ISBN 4-641-05398-7他）
- 『地域からの経済再生 -産業集積・イノベーション・雇用創出』連合総合生活開発研究所共編（有斐閣、2005年。ISBN 4-641-16235-2）
平成17（2005）年度中小企業研究奨励賞・準賞（経済部門）
- 『グローバル・レビュー』工藤章、グレン・D.フック共編（有斐閣、2006年。ISBN 4-641-05400-2）
- 『日本不動産業史 -産業形成からポストバブル期まで』粕谷誠共編（名古屋大学出版会、2007年。ISBN 978-4-8158-0568-5）
平成20（2008年）年度不動産協会優秀著作奨励賞
- 『日本経営史』宮本又郎、阿部武司、宇田川勝、沢井実共著（有斐閣、2007年。ISBN 978-4-641-16300-3）
- 『進化の経営史』島田昌和共編（有斐閣、2008年。ISBN 978-4-641-16326-3）
- 『日米企業のグローバル競争戦略』塩見治人共編（名古屋大学出版会、2008年。ISBN 978-4-8158-0598-2）
- 『ファンから観たプロ野球の歴史』奈良堂史共著（日本経済評論社、2009年。ISBN 978-4-8188-1933-7）
- 『国際競争力の経営史』湯沢威、鈴木恒夫、佐々木聡共編（有斐閣、2009年。ISBN 978-4-641-16334-8）
- 『講座・日本経営史 第6巻 グローバル化と日本型企業システムの変容 1985～2008』久保文克共編著（ミネルヴァ書房、2010年。ISBN 978-4-623-05638-5）
- 『地域再生あなたが主役だ -農商工連携と雇用創出』篠崎恵美子共著（日本経済評論社、2010年。ISBN 978-4-8188-2111-8）
- 『化学産業の時代 -日本はなぜ世界を追い抜けるのか』平野創共著（化学工業日報社、2011年。ISBN 978-4-87326-586-5）
- 『原発事故後の環境・エネルギー政策』植田和弘、藤江昌嗣、佐々木聡編著（冨山房インターナショナル、2012年。ISBN 978-4-905194-37-8）
- 『出光興産の自己改革』鈴木健嗣、島本実、坪山雄樹、平野創共著（有斐閣、2012年。ISBN 978-4-641-16401-7）
- 『コンビナート統合』稲葉和也、平野創共著（化学工業日報社、2013年。ISBN 978-4-87326-619-0）
- 『危機に立ち向かう覚悟』小林喜光共著（化学工業日報社、2013年。ISBN 978-4-87326-621-3）
- 『渋沢栄一と人づくり』島田昌和、田中一弘共編（有斐閣、2013年。ISBN 978-4-641-16408-6）
- 『グローバル資本主義の中の渋沢栄一』パトリック・フリデンソン共編（東洋経済新報社、2014年。ISBN 978-4-492-39601-8）
- 『エネルギー新時代におけるベストミックスのあり方』安藤晴彦編著（第一法規、2014年。ISBN 978-4-474-02988-0）
- 『日本の産業と企業』平野創、板垣暁共編（有斐閣、2014年。ISBN 978-4-641-22035-5）
- 『アジアの企業間競争』久保文克、佐々木聡、平井岳哉共編（文眞堂、2015年。ISBN 978-4-8309-4849-7）
- 『外資の経営史』金花、井岡佳代子共著（文眞堂、2016年。ISBN 978-4-8309-4887-9）
- 『原子力安全・保安院史』武田晴人共著（経済産業調査会、2016年。ISBN 978-4-8065-2969-9）
- 『グローバル経営史』黒澤隆文、西村成弘共編（名古屋大学出版会、2016年。ISBN 978-4-8158-0836-5）
- Ethical capitalism : Shibusawa Eiichi and business leadership in global perspective / Patrick Fridenson共編 (Tronto University Press, 2017 ISBN 9781487501068)
- 『コンビナート新時代』稲葉和也、平野創共著（化学工業日報社、2018年。ISBN 978-4-87326-701-2）
- 『社史から学ぶ経営の課題解決』阿部武司共著（出版文化社、2018年。ISBN 978-4-88338-647-5）
- 『LNG』今井伸共著（日経BPコンサルティング、2019年。ISBN 978-4-86443-132-3）2020年第40回エネルギーフォーラム賞特別賞
- 『コンビナートと地方創生』稲葉和也、平野創共著（化学工業日報社、2018年。ISBN 978-4-87326-728-9）
- 『イノベーション実現の条件』内海京久共編（文眞堂、2021年。ISBN 978-4-8309-5116-9）
- 『メタネーション』秋元圭吾、エネルギー総合工学研究所、日本ガス協会共著（エネルギーフォーラム、2022年。ISBN 978-4-88555-528-2）

### 監修
- 『カイゼンの処方箋』中部産業連盟編（幻冬舎メディアコンサルティング、2008年。ISBN 978-4-344-99621-2）

## 翻訳
- 『GHQ日本占領史 第47巻 石油産業』（日本図書センター、1998年。ISBN 4-8205-6523-0）
- 『GHQ日本占領史 第46巻 電力・ガス産業の拡大と再編』（日本図書センター、2000年。ISBN 4-8205-6542-7）